# Amerykańskie Towarzystwo Socjologiczne
Amerykańskie Towarzystwo Socjologiczne, ASA (ang. American Sociological Association) – amerykańskie towarzystwo naukowe skupiające socjologów, założone w roku 1905.
Corocznie organizuje największe socjologiczne konferencje naukowe w Stanach Zjednoczonych (American Sociological Association Annual Meeting). 
Wydaje także czasopisma naukowe:
- American Sociological Review
- City & Community(inne języki)
- Contemporary Sociology(inne języki)
- Contexts(inne języki)
- Journal of Health and Social Behavior(inne języki)
- Rose Series
- Social Psychology Quarterly(inne języki)
- Sociological Methodology(inne języki)
- Sociological Theory(inne języki)
- Sociology of Education(inne języki)
- Teaching Sociology(inne języki).

Polski socjolog Florian Znaniecki był 44. przewodniczącym Amerykańskiego Towarzystwa Socjologicznego (w 1954).